# Международный аэропорт имени Османи
Международный аэропорт имени Османи (англ. Osmani International Airport ), (ИАТА: ZYL, ИКАО: VGSY) — расположен в полутора километрах на северо-запад от города Силхет, Бангладеш, третий по загруженности международный аэропорт страны. Османи является базовым аэропортом национальной авиакомпании Бангладеш Biman Bangladesh Airlines, которая получает свой основной доход с операционной деятельности в данном аэропорту. В Османи также базируются первая частная авиакомпания страны GMG Airlines и другой авиаперевозчик United Airways — первая британо-бангладешская авиакомпания, специализирующаяся на внутренних перевозках. В конце 2007 года в международном аэропорту имени Османи развернула свой хаб ещё одна авиакомпания Бангладеш — Royal Bengal Airline.

## История
Международный аэропорт имени Османи был построен от японской агрессии[уточнить] и введён в эксплуатацию под именем Гражданский аэропорт Силхета, но позднее был переименован в честь героя войны за независимость Бангладеш генерала Османи.

## Развитие
Первоначально аэропорт обслуживал только рейсы национальной авиакомпании Biman Bangladesh Airlines на местном сообщении с Международным аэропортом имени Зиаура. Некоторое время спустя с увеличением пассажирского потока экспатриантов с Великобритании аэропорт был расширен и сертифицирован под приём средних самолётов класса Airbus A310. Работы по реконструкции аэропорта были завершены в октябре 2002 года и аэропорт получил статус международного. Вместе с тем, Османи не в полной мере отвечает принятым требованиям к стандартам международных аэропортов, в частности из-за наличия недостатков в системе посадки самолётов и системе освещения взлётно-посадочной полосы аэропорта.
Первый международный рейс аэропорт принял 3 ноября 2003 года. Самолёт следовал из Кувейта в Дакку с промежуточной посадкой в Абу-Даби, в аэропорту Османи его встречали министр финансов и планирования Сайфур Рахман и министр гражданской авиации и туризма Мер Мохаммед Насруддин.
В 2004 году в аэропорту началось расширение взлётно-посадочной полосы и очередная реконструкция аэропорта для его сертификации под приём широкофюзеляжных самолётов. Правительство страны рассмотрело предложение Агентства США по торговле и развитию и приняло соответствующее решение довести аэропорт до уровня мировых стандартов, предъявляемых к международным аэропортам.
Работы начались в 2006 году, весь план включал в себя строительства здания нового пассажирского терминала. В мае 2007 года советник министра иностранных дел информировал журналистов, что работы по правительственному проекту будут закончены в июне 2007 года, однако уложиться в намеченный срок компаниям-подрядчикам не удалось. Все работы по реконструкции пассажирского терминала затянулись до конца 2008 года, в настоящее время терминал предъявлен к сдаче в эксплуатацию соответствующим комиссиям. В связи с отсутствием надлежащей системы выполнения посадки самолётов по приборам аэропорт до сих пор не может принимать самолёты в условиях низкой видимости, которые часто бывают в зимние месяцы.

## Авиакомпании и направления полётов
Несмотря на то, что аэропорт носит название международного, долететь в него можно только из Международного аэропорта Дубая.
Правительство страны не разрешает приземляться в аэропорту самолётам иностранных авиакомпаний, что постоянно приводит к спорам с авиационными властями Великобритании. Лишь в феврале 2008 года правительство разрешило индийской авиакомпании Air India открыть регулярное воздушное сообщение с Бангладеш. Это первый случай выдачи официального разрешения на полёты в страну иностранному авиаперевозчику, однако руководство Air India до сих пор не озвучила каких-либо намерений по открытию рейсов в Международный аэропорт имени Османи.
Авиакомпании, работающие в Османи:
- Biman Bangladesh Airlines — Дакка
- GMG Airlines — Дакка
- Royal Bengal Airline — Дакка
- United Airways — Дакка.